# Evangelische Kirche Richen (Eppingen)

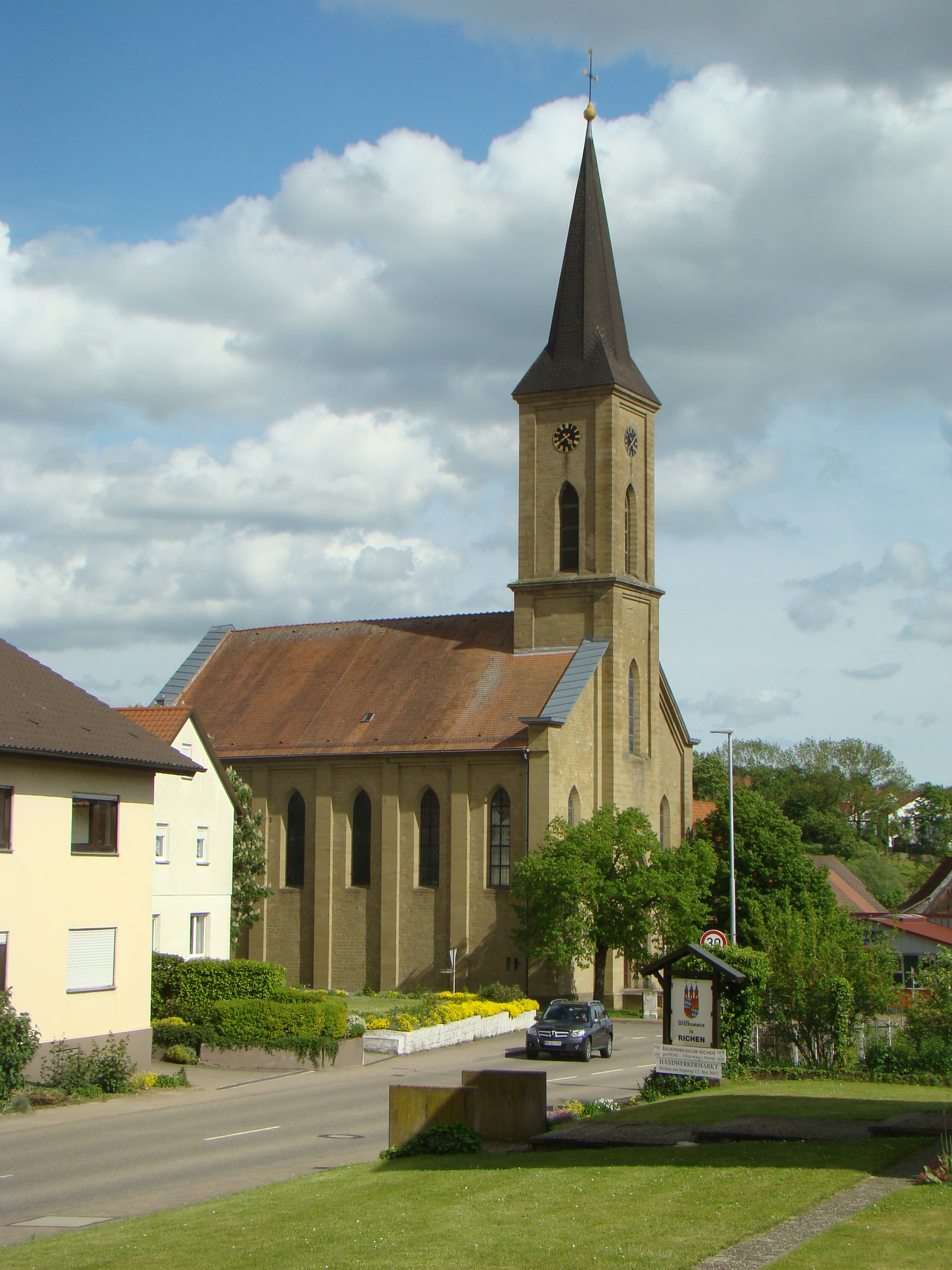
Evangelische Kirche in Richen

Die Evangelische Kirche in Richen, einem Stadtteil von Eppingen im Landkreis Heilbronn im nördlichen Baden-Württemberg, wurde von 1842 bis 1845 errichtet. Die Kirche befindet sich an der Ittlinger Straße/Ecke Berwanger Straße. Sie ist ein geschütztes Kulturdenkmal.
Da die 1727 erbaute alte Kirche baufällig und zu klein geworden war, plante die evangelische Gemeinde einen Neubau. Die evangelische Pfarrkirche wurde im neoromanischen Stil nach Plänen von Michael Bachmann errichtet. Am 14. November 1845 fand die feierliche Einweihung statt.
Der Bau aus heimischem Sandstein hat ein spitzbogiges neoromanisches Portal. Darüber erhebt sich ein hoher schlanker Turm mit einer sechsseitigen spitzen Haube, die von einem Dachknauf mit Kreuz bekrönt wird. An den Traufseiten sind jeweils sechs schmale spitzbogige Fenster.